# Třída Durjoy
Třída Durjoy (দুর্জয় ক্লাস) je třída raketových hlídkových člunů bangladéšského námořnictva. První dvě jednotky této třídy byly do služby nasazeny roku 2013, přičemž plánována je stavba až osmi kusů.

## Stavba
Stavba člunů probíhá s čínskou pomocí. První dvě jednotky postavila čínská loděnice ve Wu-čchangu a do služby byly přijaty v srpnu 2013. Druhý pár v listopadu 2017 dokončila bangladéšská loděnice Khulna Shipyard (KSY).
Jednotky třída Durjoy:
| Jméno              | Spuštěna          | Vstup do služby   | Status  |
| ------------------ | ----------------- | ----------------- | ------- |
| Durjoy (P811) দুর্জয় | srpen 2012        | 29. srpna 2013    | aktivní |
| Nirmul (P813) নির্মূল | září 2012         | 29. srpna 2013    | aktivní |
| Durgam (P814) দুর্গম | 29. prosince 2016 | 8. listopadu 2017 | aktivní |
| Nishan (P815) নিশান  |                   | 8. listopadu 2017 | aktivní |

## Konstrukce
Plavidla jsou vybavena bojovým řídícím systémem JRCSS. Vyzbrojeny jsou jedním 76mm kanónem H/PJ-26, dvěma 20mm kanóny, čtyřmi protilodními střelami C-704 s dosahem 35 km a dvěma vrhači raketových hlubinných pum EDS-25A. Kvůli obraně proti napadení ze vzduchu mohou být na palubě přenosné protiletadlové raketové komplety krátkého dosahu QW-2 Vanguard 2. Druhý pár, který je ve stavbě, má mít zesílenou protiponorkovou výzbroj (např. ponese torpédomety). Pohonný systém tvoří dva diesely Pielstick pohánějící dva lodní šrouby. Nejvyšší rychlost dosahuje 28 uzlů. Dosah je 2500 námořních mil.